# Rotația Pământului

O animaţie care arată rotaţia Pământului.

Rotația Pământului reprezintă mișcarea de rotație a Terrei în jurul propriei axe. Pământul se rotește spre est. Dacă este observat dinspre Steaua Polară (Alpha Ursae Minoris sau Polaris), acesta se rotește în sens trigonometric, adică în contrasens față de acele unui ceasornic.
Pământul se rotește o dată la 24 de ore în raport cu soarele. Rotația Pământului încetinește ușor cu timpul; astfel, în trecut ziua era mai scurtă. Acest lucru se datorează efectului gravitațional al Lunii asupra Terrei. Ceasurile atomice arată că o zi modernă este mai lungă cu aproximativ 1,7 milisecunde decât în urmă cu un secol.  Analiza înregistrărilor astronomice istorice arată o tendință de încetinire de 2,3 milisecunde pe secol începând cu secolul al VIII-lea î.Hr.